# King's Quest
King's Quest (en español: La búsqueda del rey) es una serie de aventuras gráficas diseñadas por Roberta Williams y avalada por la compañía americana Sierra On-Line. Forma parte de la época dorada de las aventuras gráficas (de hecho, se considera su primera parte como la primera aventura gráfica de la historia) y fue el estandarte de la compañía durante muchos años.
Toda la saga, a excepción del último título, fue desarrollada con tecnología en 2D, bien con un sistema de escritura de órdenes combinada con manejo de personaje con cursor (hasta la cuarta entrega), o bien con el clásico sistema de point-and-click (entre la quinta y la séptima).
El último título, desarrollado en 3D, se apartó del espíritu inicial de la saga, incorporando elementos de rol y acción al juego, por lo que fue considerado como un juego aparte por gran parte de los seguidores de la saga.

## Listado de juegos de la saga
- King's Quest I: Quest for the Crown (1984)
- King's Quest II: Romancing the Throne (1985)
- King's Quest III: To Heir Is Human (1986)
- King's Quest IV: The Perils of Rosella (1988)
- King's Quest V: Absence Makes the Heart Go Yonder! (1990)
- King's Quest VI: Heir Today, Gone Tomorrow (1992)
- King's Quest VII: The Princeless Bride (1994)
- King's Quest VIII: The Mask of Eternity (1998)
- King's Quest (2015)

## Descripción
El mundo de King's Quest es consistente, sofisticado e inmersivo. Está compuesto por diferentes territorios y reinos sobrenaturales.
Los personajes principales de la serie son el Rey Graham, originalmente Sir Graham, un caballero de Daventry, el cual gana el trono del reino con diversas búsquedas, y los miembros de su familia: su esposa, la Reina Valanice y sus hijos gemelos, el Príncipe Alexander y la Princesa Rosella. La excepción es en King's Quest VIII, donde el protagonista es Connor Mac Lyrr, un habitante del Reino de Daventry que no tiene relación con la familia real. Debido a esto y al énfasis en incluir elementos propios de un juego de acción o un RPG en King's Quest VIII, muchos fanes no lo consideran una verdadera secuela. A esto ayuda el que en la versión norteamericana, el juego se titula únicamente KQ:MoE (debido a Mask of Eternity, el subtítulo del juego), añadiéndose el VIII sólo en las ediciones europeas. 
Muchos personajes de ficción famosos aparecen en la serie, incluyendo a La Bella y la Bestia, Rumpelstiltskin, Caperucita Roja y el Conde Drácula. Sus apariciones se dan sobre todo en los primeros juegos, convirtiendo los puzles basados en objetos en un escenario de fantasía. Las secuelas siguientes tenían guiones más elaborados, puzles más complicados y unos personajes más originales y mejor desarrollados.
La principal manera en que los personajes resuelven puzles y avanzan en el juego es utilizando objetos que han encontrado antes y que permanecen en su inventario. Incluso los objetos más inútiles aparentemente (un pez muerto, un tomate podrido o una vieja caña) pueden tener una insospechada y creativa función en la situación correcta. El famoso dicho del King Graham’s, “Coge cualquier cosa que no esté clavada al suelo (Take anything that isn’t nailed down),” es generalmente una buena forma de actuar. Cuando una situación es imposible de resolver, lo mejor es abandonar el lugar y volver más tarde con nuevos objetos. Otros puzles incluyen mapas de laberintos, desiertos u otros lugares inhabitables; resolver cribas; y realizar las tareas usando la lógica o las habilidades de pensamiento.
La gente que juega a algún King’s Quest suele sufrir la muerte de sus personajes frecuentemente (debido a la dificultad de muchos de los puzles y a encontrarse con situaciones para las cuales el personaje aún no está preparado) y la mejor opción es ‘Salvar la partida’ continuamente, conservando todas las partidas salvadas por si en algún momento es necesario volver a una situación anterior, algo bastante común si en una fase avanzada del juego descubres que te falta un objeto que no has recogido o perdido al principio, sin el cual no puedes seguir adelante. Algunas partes del juego pueden ser solo superadas salvando y cargando varias veces. Otra estrategia importante es usar todos los sentidos del personaje para conseguir la máxima información posible: mirar, escuchar, oler, probar o tocar todo aquello que sea posible.
La región en la que se desarrolla el primer juego no tiene límites. Sir Graham puede viajar al norte, sur, este u oeste, pero no importa a qué dirección vaya, se suele regresar a la misma pantalla donde comenzó el trayecto. Este es el modo más fácil de programar un espacio de juego cerrado. Tal situación se puede explicar dentro del guion (continuidad retroactiva) diciendo que el personaje está atrapado en una región mágica. King’s Quest II, III y IV usan también este diseño, pero de una manera más limitada. El ‘looping’ tiene lugar solo cuando el personaje va hacia el norte o el sur. Barreras geográficas como el mar, montañas o desiertos sirven de límites en el este y el oeste. A partir del KQ V, el ‘looping’ fue eliminado y todas las regiones del juego tenían límites en las cuatro direcciones.

## Mitología
Muchas criaturas, personajes y situaciones procedentes de la mitología, cuentos de hadas y del folclore se encuentran dentro del mundo de King’s Quest. Un Minotauro, Druidas, Cupido, Ceres, Arpías, Oráculos, Neptuno, Medusa, Pandora o el dios Pan aparecen en varios juegos de la serie. En general, la mitología del mundo de King’s Quest deriva de la Antigua Grecia, Roma y los Celtas.
La magia juega un papel fundamental en la serie. Magos, brujas, encantadores, hechiceros y genios aparecen en muchos lugares. En algunos juegos, el protagonista debe usar hechizos u objetos mágicos para conseguir completar su objetivo.

## El bien y el mal
En la serie, el jugador, como protagonista, siempre juega en el lado del bien y la bondad. El King Graham, la Reina Valanice, el Príncipe Alexander, la Princesa Rosella y Connor se esfuerzan para hacer el mayor bien posible. El personaje principal está frecuentemente motivado por un deseo de proteger a su amado o amada o proteger a los inocentes del mal. Los villanos de la serie son personajes que amenazan la seguridad de Daventry o intentan gobernar otros reinos como tiranos. En los primeros siete juegos de la serie, se intenta evitar la violencia siempre que sea posible. 
Muchos de los villanos son hechos prisioneros mágicamente o neutralizados de cualquier otra forma en vez de matarlos. Algunas veces, principalmente en los primeros juegos, existen múltiples formas de derrotar a los adversarios. Al tratar con adversarios que son peligrosos pero no realmente malvados, los métodos que no son letales son siempre premiados con más puntos y a veces también con premios más tangibles (el más notable es la serpiente del King’s Quest II).

## King's Quest IX
En 2002, un grupo de fanes bajo el nombre de Phoenix Online Studios, emprendió la creación de un nuevo episodio de la serie. Decidieron llamarle King’s Quest IX: Every Cloak has a Silver Lining. En 2005, Vivendi Universal envió una carta pidiendo el cese del desarrollo. Esto produjo que se cancelará el proyecto tan solo unos meses antes del lanzamiento final. Se inició entonces una petición para salvar la creación del juego, bajo el nombre de Save King’s Quest IX.
El 9 de diciembre de 2005, se llegó a un acuerdo entre Vivendi Universal y Phoenix Online Studios para permitir que el desarrollo continuase. La principal condición impuesta por Vivendi Universal fue sustituir el título King’s Quest del nombre del juego, que se renombró como The Silver Lining. El juego vio retrasado tres meses su desarrollo, pero actualmente el proyecto está en marcha de nuevo. Los creadores esperan lanzar el primer juego de la trilogía en 2006. Todavía no hay una fecha oficial de lanzamiento.

## King's Quest 2015
King's Quest 2015 es una serie de videojuegos de 5 episodios y un epílogo sacados entre julio de 2015 y diciembre del 2016. Desarrollada por la empresa The Odd Gentlemen y publicada por la compañía Activision bajo la marca de Sierra Entertainment.
El Rey Graham le narra sus aventuras anteriores a su curiosa nieta, Gwendolyn. Es a través de estos cuentos que Gwendolyn aprende sobre la vida dirigida por su abuelo. Las acciones del jugador en el juego cambian la narración. No se consideran ni una nueva versión ni necesariamente una secuela, sino una "reimaginación".

## Remakes
Existen además grupos de fanes que se han dedicado a realizar remakes de los primeros cuatro juegos de la saga. La idea de estos grupos es llevar dichos juegos al mismo nivel que la quinta y sexta partes en cuanto a gráficos (VGA, 256 colores con resolución de 320x200), sonido (incluyendo banda sonora y voces actuadas para los personajes) e interfaz (point-and-click), y distribuirlos de forma gratuita a través de sus respectivos sitios web.
El primero de ellos, Annonymous Game Developers Interactive (AGDI, antes conocido como Tierra Entertainment), desarrolló en 2001 un remake básico de King's Quest I con gráficos más avanzados que el original y una secuencia de música y voz para los personajes. Más tarde, en 2003 el mismo grupo creó un remake de King's Quest II mucho más elaborado, cambiando incluso partes de la historia del juego original para darle más coherencia y complejidad.
Infamous Adventures lanzó en 2006 la versión de King's Quest III, que incluye gráficos VGA, voces y banda sonora original para el juego. 
Actualmente, desde diciembre de 2005 se está desarrollando la versión de King's Quest IV por Magic Mirror Games.

## Libros
Tres libros han sido publicados por la editorial Boulevard Books:
- The Floating Castle (1995): Escrito por Craig Mills, tiene lugar entre el KQ V y el VI. En él, Alexander tiene la misión de descubrir que hay detrás del misterioso Castillo Flotante y de las monstruosas invasiones a través del reino.

- The Kingdom of Sorrow (1996): Escrito por Kenyon Morr, tiene lugar entre los episodios II y III. En él se relatan las aventuras de Graham, el cual se mueve para rescatar a la Reina Hada que se encuentra prisionera por el gigante Dunstan. Esto hará retornar la tranquilidad a la naturaleza.

- See No Weevil (1996) También escrito por Kenyon Morr, tiene lugar siete años antes del libro anterior. Está centrado en Rosella, la cual debe recorrerse el Reino de Daventry durante una ausencia de sus padres.

Los libros no tuvieron grandes críticas, pero los fanes de la saga encontraron en ellos un pequeño objeto de culto.